# Dunlap, Indiana
Dunlap är en ort (CDP) i Elkhart County, i delstaten Indiana, USA. Enligt United States Census Bureau har orten en folkmängd på 6 235 invånare (2010) och en landarea på 12,7 km².